# Croatia Open Umag 2005
Croatia Open Umag 2005 — тенісний турнір, що проходив на ґрунтових кортах у місті Умаг, Хорватія з 25 липня. Належав до категорії ATP International Series, був турніром серії Відкритий чемпіонат Хорватії з тенісу 2005 року.

## Фінальна частина

### Одиночний розряд
Гільєрмо Кор'я —  Карлос Мойя 6–2, 4–6, 6–2

### Парний розряд
Їржі Новак (тенісист) /  Петр Пала —  Міхал Мертиняк /  Давід Шкох 6–3, 6–3